# 유도진흥회
유도진흥회(儒道振興會)는 일제강점기에 활동한 유교 단체이다.

## 결성과 목적
일본을 시찰하고 돌아온 경상북도와 경성부 지역의 유림 88명이 1920년 1월에 모여 결성했다. 도참여관이 제안하여 결성된 단체인데다 조선총독부에서 수백 원의 자금을 보조해 창립하여 관제 단체 성격이 짙었다. 설립 목적은 "유도를 진흥하여 퇴미한 유풍을 되살리고 동양도덕의 진원을 발휘하여 민심의 안정을 꾀하고 국가의 진운에 바치는" 것이었다.

## 조직과 활동
유도진흥회는 도 별로 지부가 결성되고 지방 조직의 유생들이 지부장을 뽑은 뒤 도지사가 임명하는 형태로 운영되었다. 유도진흥회는 지방 관청과 밀접한 관련을 맺고 지방의 향교 조직 통제하면서 사회적 영향력을 가진 유림을 조선총독부에 협조적으로 회유하는 역할을 했다.
지부 위주로 운영되어 중앙 기구의 활동은 눈에 뜨이지 않는다. 초대 회장을 맡은 조선총독부 중추원 참의 김영한이 사이토 마코토 조선총독에게 〈유도진흥회경과상황보고서〉라는 문서를 제출하여, 조선총독을 총재로 추대하고자 한다면서 조선총독부의 공식적인 지원을 요청하였다. 이때 김영한은 재정적 어려움을 호소하면서, 비슷한 성격의 단체인 대동사문회와의 경쟁하는 상황이라고 밝혔다.
중심 인물은 김영한을 비롯하여 제2대 회장인 박제빈, 부회장 윤희구, 이사 정봉시 등이다.

## 참고자료
- 친일인명사전편찬위원회 (2004년 12월 27일). 《일제협력단체사전 - 국내 중앙편》. 서울: 민족문제연구소. 560-562쪽쪽. ISBN 8995330724.